# Hana Horka
Pour les articles homonymes, voir Horka (homonymie).
Hana Horka (Hana Horká en tchèque), née à Příbram le 15 février 1964, et morte à Prague le 16 janvier 2022), est une chanteuse tchèque, membre du groupe de folk Asonance.

## Biographie
Hana Horká effectue des études au conservatoire de Brno puis elle rejoint l'académie JAMU (Janáček Academy of Music and Performing Arts à Brno). Elle travaille aussi au National Theatre de Brno. Elle intègre en 1985 le groupe folk Asonance,. Elle y devient une des principales voix. Elle enregistre son dernier album avec Asonance en 2019 sous le titre The Return of the King.

## Décès
Hana Horka, ainsi que le groupe dans lequel elle jouait, étaient antivaccins. La chanteuse a refusé d'être vaccinée et a décidé de se contaminer volontairement au COVID-19 pour pouvoir obtenir son pass sanitaire COVID,.
Son fils, Jan Rek a expliqué à la radio publique tchèque iRozhlas que son père et lui ont été contaminés avant Noël, mais que tous deux étaient vaccinés et se sont sentis mal durant trois jours ; Hana Horka, qui s'est infectée volontairement, a été malade pendant cinq jours, jusqu'à ce qu'elle meure le 16 janvier 2022. Son fils, au lendemain de la mort de sa mère, a fait porter la responsabilité de sa mort au mouvement antivaccin,,,,.